# Mesochorus melleus
Mesochorus melleus är en stekelart som beskrevs av Cresson 1872. Mesochorus melleus ingår i släktet Mesochorus och familjen brokparasitsteklar. Inga underarter finns listade i Catalogue of Life.